# Gare d’Estressin
Gare d’Estressin vasútállomás Franciaországban, Vienne településen.

## Vasútvonalak
Az állomást az alábbi vasútvonalak érintik:
- Párizs–Marseille-vasútvonal

## Kapcsolódó állomások
A vasútállomáshoz az alábbi állomások vannak a legközelebb:
- Gare de Chasse-sur-Rhône
- Gare de Vienne